# 商衍鎏
商衍鎏（1875年1月11日—1963年8月28日），字藻亭，号又章、冕臣、康乐老人。广州驻防正白旗汉军人，祖籍天津，明末迁辽宁沈阳，后入旗籍，生于广州，民国改籍广东番禺县，祖居地今改隸廣州市花都區。中國現代文人，末科探花。曾任中央文史研究馆副馆长。

## 生平
自幼在广州西门口纸行街（今纸行路）莲花巷玉莲园读书，后考入府立羊城书院正课外生，其后又转到广中路附近越华书院和越秀山应元书院学习。1890年得童试第十名中秀才。

### 末代探花
光緒二十年甲午科（1894年）中式廣東鄉試第24名舉人，兄商衍瀛中同科順天鄉試第184名举人，在当时有禺山双凤之称。先后就读广州光孝寺西华堂、学海堂、菊坡精舍、应元书院等校。
三十年（1904年），中式甲辰恩科會試，殿試位列第一甲第三名，成為最後一次科舉考試中考中探花。由于当时的榜眼与探花均为广东人，令北京的粤东会馆热闹过一番。在“骑马游金街”等官方仪式结束，榜眼朱汝珍、探花商衍鎏送状元刘春霖至直隶会馆归第后，一同归第粤东会馆，会馆预备了演戏宴客事宜，同乡在京任官者皆有到场。宴会热闹非凡，宴后盘碗杯箸更被民众抢夺一空。

### 游学海外
光緒三十二年至三十四年（1906—1908年）公派留学日本东京法政大学，专攻经济和法律。回国后曾先后担任翰林侍讲衔撰文、国史馆协修、实录馆总校官、帮提调等职务。
民國元年（1912年），受德国漢堡殖民學院（旧译：殖民学堂。殖民学院成立与1908年4月）东亚系（Ostasiatischen Seminar）聘任，担任德国著名汉学家奥托·福兰阁（Otto Franke）的研究助理（wissenschaftlicher hilfsarbeiter）。1914年殖民学院成立中国语言与文学系（Seminar für Sprache und Kultur Chinas）后转入该系工作（汉堡殖民学院在第一次世界大战后失去其作用，在1919年殖民学院被解散，殖民学院的各部门包括东亚系和中国语言与文学系，被并入了新建立的汉堡大学（页面存档备份，存于））。期间为该校订购了大批中文书籍，參與建立德國第一間漢學研究中心，第一次世界大戰爆發後，1917年隨駐德使館人員撤返中國。

### 返华仕途
回国后担任过北京副总统府顾问、江苏督军署内秘书、大总统府谘议、江西省财政特派员等职务。

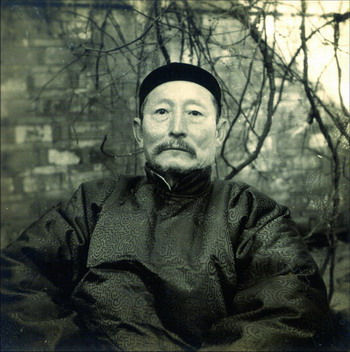
商衍鎏于1946年

民國十六年（1927年）任国民政府财政部秘书，同年辞职。
民國二十六年（1937年）抗日战争爆发后，由南京辗转入川。
民國三十四年（1945年）抗战胜利后，回到南京，然后赴北平、广州、澳门和香港等地。

### 共和国后
中華人民共和國成立後，担任江苏省文史研究馆馆长、江苏省政协委员，与长子商承祖一同居住。1956年11月，中央新闻纪录电影制片厂以他为对象摄制纪录片《探花晚年》。
1956年12月返穗定居，任广东省政协常委、广东省文史研究馆副馆长，与次子商承祚一同居住于中山大学东北区9号。
1960年7月，国务院总理周恩来聘任其为中央文史研究馆副馆长。
据蔡国颂先生回忆，晚年的商探花喜欢到仰忠街天马巷友人家聚会。此雅集除商衍鎏商承祚父子外，还有冼玉清教授、容庚教授等。都尊称其为“商老太爷”。

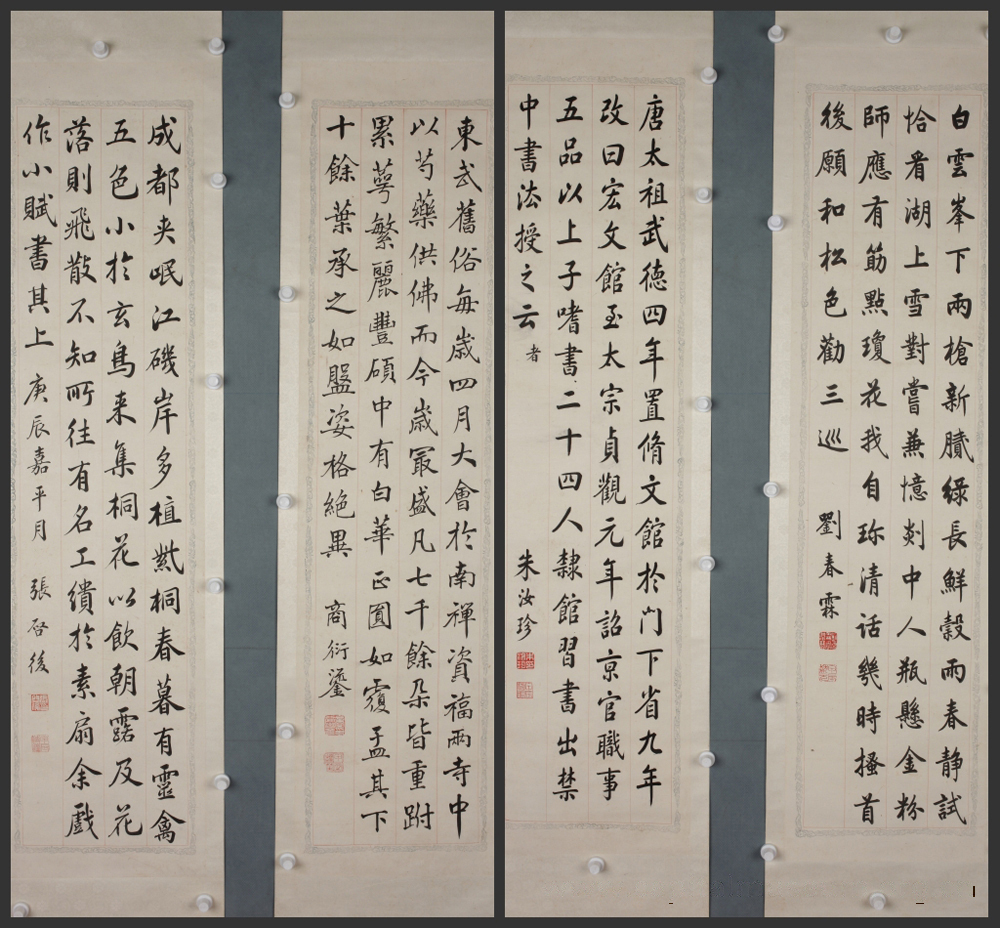
刘春霖、朱汝珍、商衍鎏、张启后楷书四条屏，深圳博物馆藏

1963年8月28日在广州逝世，终年88岁。

## 著作
- 《清代科举考试述录》，1958年，三联书店出版。
  - 《清代科举考试述录及有关著作》，2004年，百花文艺出版社，ISBN 9787530638163
- 《太平天国科举考试纪略》，1961年,中华书局出版。
- 《商衍鎏诗书画集》，1962年，自费，香港商务印书馆影印出版。
  - 《商衍鎏诗书画集》，2008年，文物出版社，ISBN 9787501024148
- 《商衍鎏商承祚书正气歌》，2004年，文物出版社，ISBN 9787501016723

## 家族
- 父商廷焕（1840－1887），字蔚田，号明章，师从著名学者陈澧，但终身应考不中[5][12]。
- 叔商廷修，乙酉科拔貢，己丑恩科順天鄉試舉人，光緒二十四年（1898年），光緒戊戌科二甲進士130名。
- 兄商衍瀛（1870－1960），清光绪进士，书法家，曾追随溥仪到满洲国。因两兄弟都高中进士，有“禺山双凤”之誉[12]。
- 子商承祖，翻译家，精德语，南京大学教授[6]。
- 子商承祚，古文字学家，中山大学教授[5]。
- 女商婉若
- 孙商志馥（1925－2013），华南理工大学图书馆副馆长，中山大学图书馆学系创办人之一兼副系主任（学系后变资讯管理学院）[13]。
- 孙商志𩡝（1933－2009），考古學家、人類學家，中山大學教授[14]。

## 备注
1. ↑  此为传统的“抢宴之风”，被认为是以沾文气讨个吉祥
2. ↑  会址于此一是靠近中山图书馆南馆，二是离古旧书店集中的文德北路极近，三是当时的14路巴士停靠仰忠街口，可坐车直达中大北门，交通方便。